# Gary Honey
Gary Ronald Honey (Melbourne, 26 luglio 1959) è un ex lunghista australiano, vincitore di una medaglia d'argento ai Giochi olimpici di Los Angeles 1984.

## Carriera
Honey ha preso parte a tre edizioni delle Olimpiadi da Mosca 1980 a Seul 1988, vincendo una medaglia d'argento nel 1984. Ha vinto anche due medaglie d'oro ai Giochi del Commonwealth nel 1982 e 1986 ed ha vinto 10 titoli nazionali nel 1979 e dal 1981 al 1989. Dal 1984 al 1986, Honey risultava essere il numero 2 al mondo nel salto in lungo. Nel 2000, come riconoscimento alla sua carriera sportiva, è rientrato nella Sport Australian Hall of Fame.

## Palmarès
| Anno | Manifestazione          | Sede        | Evento         | Risultato | Prestazione | Note                  |
| ---- | ----------------------- | ----------- | -------------- | --------- | ----------- | --------------------- |
| 1980 | Giochi olimpici         | Mosca       | Salto in lungo | 23º (q)   | 7,44 m      |                       |
| 1982 | Giochi del Commonwealth | Brisbane    | Salto in lungo | Oro       | 8,13 m      | Record dei campionati |
| 1983 | Mondiali                | Helsinki    | Salto in lungo | 6º        | 8,06 m      |                       |
| 1984 | Giochi olimpici         | Los Angeles | Salto in lungo | Argento   | 8,24 m      |                       |
| 1986 | Giochi del Commonwealth | Edimburgo   | Salto in lungo | Oro       | 8,08 m      |                       |
| 1986 | Giochi del Commonwealth | Edimburgo   | Salto triplo   | 4º        | 16,16 m     |                       |
| 1988 | Giochi olimpici         | Seul        | Salto in lungo | dns       | dns         |                       |
| 1990 | Giochi del Commonwealth | Auckland    | Salto in lungo | 10º       | 7,54 m      |                       |